# Jones Peninsula
Jones Peninsula är en udde i Antarktis. Den ligger i Västantarktis. Inget land gör anspråk på området.
Terrängen inåt land är kuperad åt sydost, men åt nordväst är den platt. Havet är nära Jones Peninsula norrut. Trakten är obefolkad. Det finns inga samhällen i närheten.